# Stella Vorarlberg Privathochschule für Musik

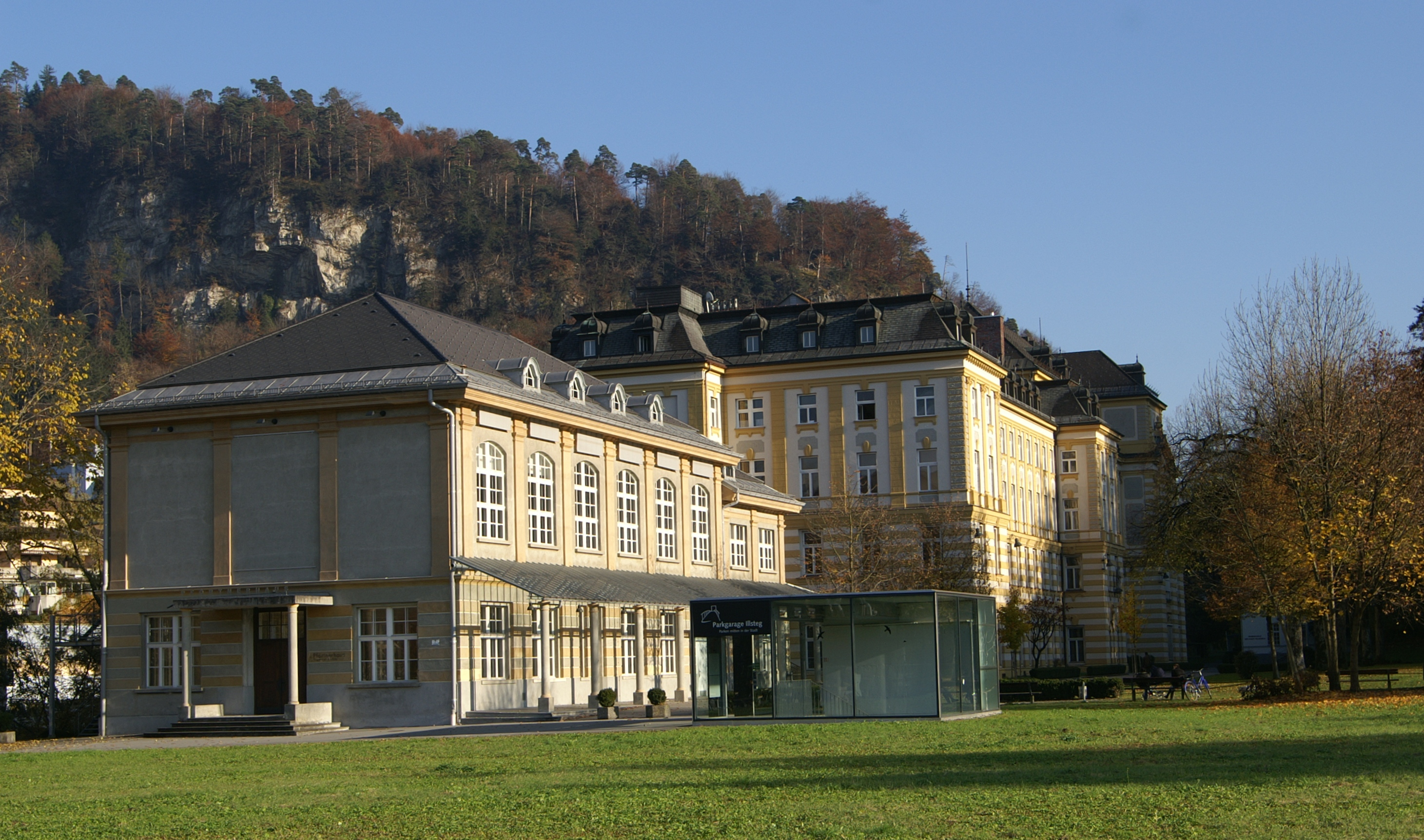
Hochschulgebäude mit Pförtnerhaus

Die Stella Vorarlberg Privathochschule für Musik ist eine österreichische Privathochschule mit Sitz in der Stadt Feldkirch in Vorarlberg. Sie ging im Jahr 2022 aus dem Vorarlberger Landeskonservatorium hervor.

## Geschichte
Die Privathochschule bezieht sich namentlich auf das im Jahre 1856 gegründete Jesuitenkolleg Stella Matutina, dessen Gebäude sie heute nutzt. Unmittelbare Vorgängerinstitution war das Vorarlberger Landeskonservatorium, das 1977 als landeseigenes Konservatorium gegründet und 2003 in eine GmbH ausgegliedert wurde. Direktor wurde zunächst Anselm Hartmann, in dessen Amtszeit bis 2006 unter anderem der Abschluss des Kooperationsvertrags des Landeskonservatoriums mit der Universität Mozarteum Salzburg fiel. Seit 2006 hat Jörg Maria Ortwein die Leitung des Konservatoriums inne und im Jahr 2022 wurde er zum Gründungsrektor der neuen Musikhochschule berufen.
1991 baute die Orgelbaufirma Pflüger eine dreimanualige Schleifladenorgel mit 36 Registern in die Konservatoriumskirche ein.
Derzeit studieren etwa 360 Studierende in den Studienbereichen Begabungsförderung, Berufsstudien und Weiterbildung. In Zusammenarbeit mit dem Mozarteum werden die Studierenden in der Studienrichtung Instrumental- und Gesangspädagogik (IGP) in acht Semestern zum Bachelor of Arts geführt. In den Künstlerischen Studien wird nach 12 Semestern das Staatliche Diplom verliehen. Im Jahr 2006 wurde dem Vorarlberger Landeskonservatorium die European University Charta der Europäischen Union verliehen, seit 2009 ist es Mitglied im Hochschulverbund der Internationalen Bodenseehochschule (IBH). Zu den Kooperationspartnern zählten die Bregenzer Festspiele, das ORF-Landesstudio Vorarlberg, das Musikgymnasium in Feldkirch und das grenzüberschreitende Musikgymnasium Schiers (Graubünden), sowie Partner aus Kultur und Bildung in der Euregio Bodensee.
Ab dem Jahr 2019 wurde geplant, dass das Konservatorium im Jahr 2021 zu einer Privathochschule wird. Die Agentur für Qualitätssicherung und Akkreditierung Austria lehnte den Akkreditierungsantrag im Jahr 2021 noch ab, weil zwei von 13 Kriterien in Teilbereichen nicht erfüllt waren. Im Sommer 2022 wurde die Akkreditierung jedoch erteilt, mit dem Wintersemester 2022/23 hat die Privathochschule den Betrieb aufgenommen, am 27. Jänner 2023 wurde die offizielle Gründung der Hochschule gefeiert.

## Bekannte Lehrkräfte sowie Absolventinnen und Absolventen
- Kirill Petrenko, Dirigent
- Gerhard Dallinger, Cellist
- Evelyn Fink-Mennel, Musikethnologin und Geigerin
- Andreas Öttl, Solotrompeter Bayerisches Staatsorchester
- Jürgen Ellensohn, Solotrompeter hr-Sinfonieorchester und Hochschullehrer
- Sophie Heinrich, Konzertmeisterin Wiener Symphoniker
- David Helbock, Jazzpianist
- Herwig Pecoraro, Opernsänger an der Wiener Staatsoper
- Äneas Humm, Opern- und Konzertsänger
- Johannes Hämmerle, Musiker und Hochschullehrer
- Clemens Morgenthaler, Sänger und Hochschullehrer
- Herbert Walser, Musiker und Hochschullehrer
- Fabian Pablo Müller, Musiker und Hochschullehrer
- Berthold Stecher, Trompeter Berliner Philharmoniker und Hochschullehrer
- Bernhard Plagg, Trompeter Deutsches Symphonieorchester Berlin und Hochschullehrer